# Каш, Рюдигер
Рюдигер Каш (нем. Rüdiger Kasch; род. 22 января 1945, Кётен, Свободное государство Ангальт) — восточногерманский хоккеист на траве, полевой игрок. Участник летних Олимпийских игр 1968 года.

## Биография
Рюдигер Каш родился 22 января 1945 года в городе Кётен в советской зоне оккупации Германии (сейчас в Германии).
Играл в хоккей на траве за «Лейпциг», в составе которого в 1969 году стал чемпионом ГДР по хоккею на траве, в 1970 году — по индорхоккею.
В 1968 году вошёл в состав сборной ГДР по хоккею на траве на летних Олимпийских играх в Мехико, занявшей 11-е место. В матчах не участвовал.
В 1968—1973 годах провёл за сборную ГДР 15 матчей.

## Семья
Отец — Вернер Каш, известный в Восточной Германии хоккеист на траве, выступал за «Кётен». Впоследствии работал тренером «Лейпцига».